# Wilhelm Baehrens

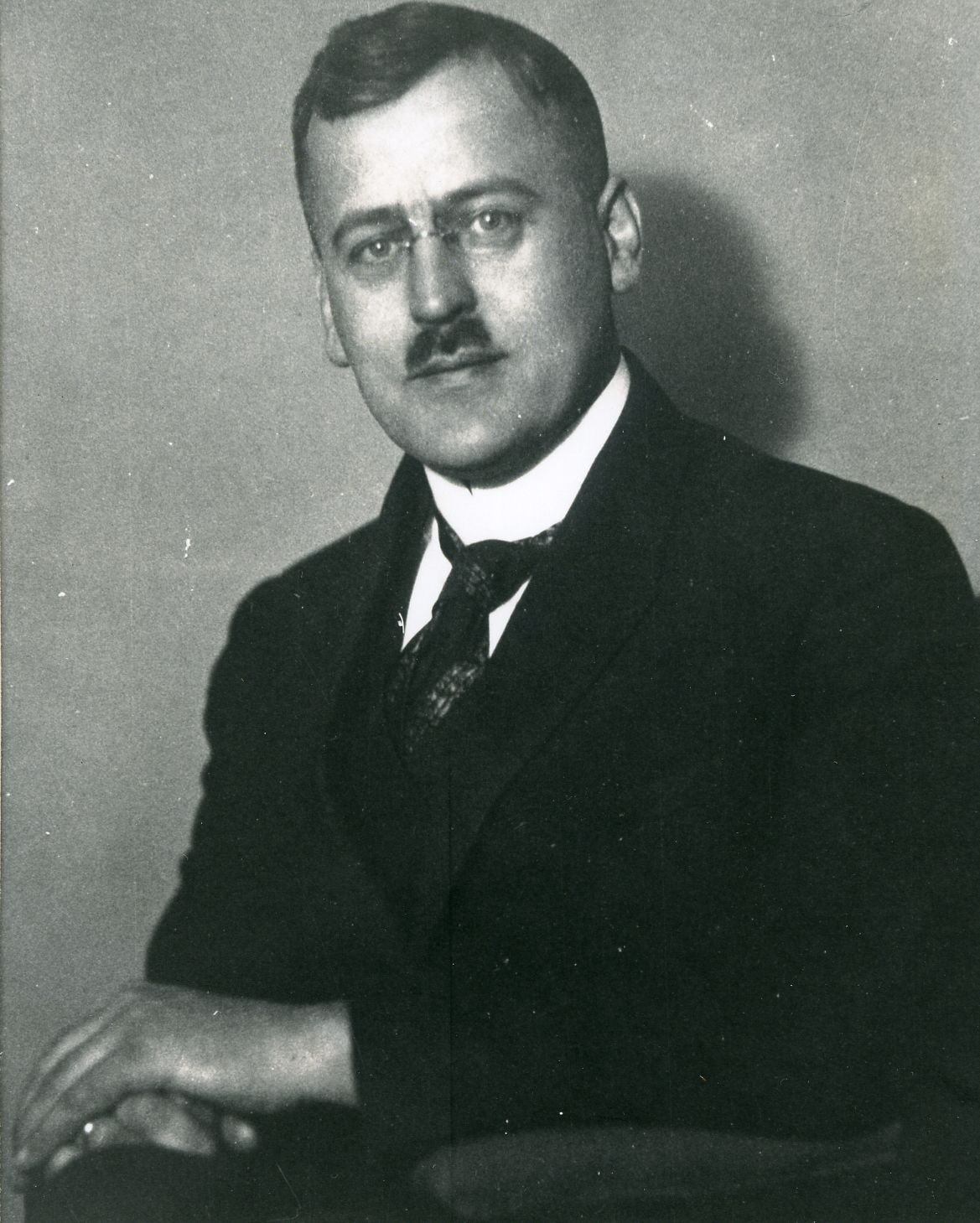
Wilhelm Adolf Baehrens

Wilhelm Adolf Baehrens (* 3. September 1885 in Groningen; † 23. Januar 1929 in Göttingen) war ein deutscher Klassischer Philologe.

## Leben
Wilhelm Baehrens war der Sohn des Groninger Professors der Philologie Emil Baehrens (1848–1888). Er besuchte das humanistische Gymnasium seiner Heimatstadt und begann nach der Reifeprüfung, da er für den Militärdienst ungeeignet war, ein Studium der Klassischen Philologie und Papyrologie an der Reichsuniversität Groningen. Nach Semestern in Halle, Göttingen und Berlin wurde Baehrens 1910 in Groningen mit der Dissertation Panegyricorum latinorum editionis novae praefatio maior accedit Plinii panegyricus promoviert. Die folgenden zwei Jahre arbeitete er als Hilfslehrer am humanistischen Gymnasium Groningen. 1912 veröffentlichte er Beiträge zur lateinischen Syntax. 1913 wurde er von der Bayerischen Akademie der Wissenschaften mit der Herausgabe der lateinischen Homilien des Origenes beauftragt und reiste in diesem Zusammenhang bis 1915 durch Italien, Frankreich und Deutschland, um Handschriften zu vergleichen. Für seine Arbeit erhielt er von der Reichsuniversität Groningen 1915 die venia legendi und wurde 1916 von der deutschen Regierung zum ordentlichen Professor an der Universität Gent ernannt.

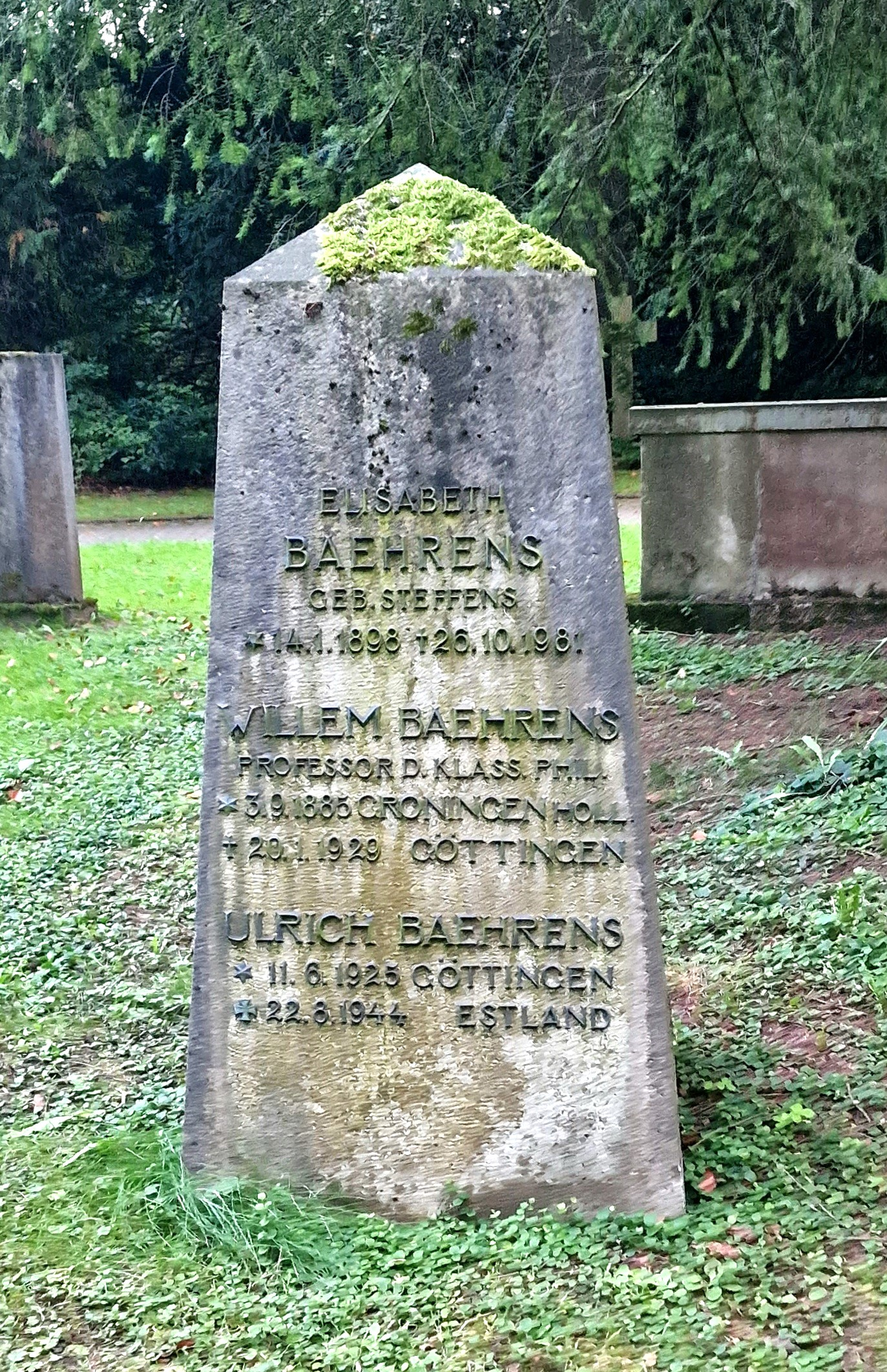
Grabstein Wilhelm Baehrens auf dem Stadtfriedhof Göttingen

Als nach dem Ende des Ersten Weltkriegs die deutsche Besatzung in Belgien endete, wurde Baehrens 1919 als Kollaborateur ausgewiesen. Das Wohlwollen des Hallenser Professors Georg Wissowa ermöglichte ihm im Mai 1919 die Umhabilitierung an die Universität Halle. Im Oktober desselben Jahres hielt Baehrens in Halle seine Antrittsvorlesung, 1920 wurde er zum außerordentlichen Professor ernannt. 1922 folgte er einem Ruf an die Universität Göttingen als persönlicher Ordinarius mit dem Etat eines Extraordinarius. Seine Origines-Ausgabe erschien 1920–1925, eine Ausgabe des Fulgentius blieb wegen seines frühen Todes unvollendet. Die Vorarbeiten zu dieser Ausgabe befinden sich heute in der Niedersächsischen Staats- und Universitätsbibliothek Göttingen.

## Schriften (Auswahl)
- XII Panegyrici Latini. Leipzig 1911
- Beiträge zur Lateinischen Syntax. In: Philologus. Supplement-Band 12 (1912), S. 235–556
- Minucius Felix, Octavius. Leiden 1912
- Überlieferung und Textgeschichte der lateinisch erhaltenen Origenes-Homilien zum AT. Leipzig 1916 (Texte und Untersuchungen zur Geschichte der altchristlichen Literatur. 3. Reihe, Band 12, Heft 1)
- Studia Serviana. Gent 1917
- Cornelius Labeo atque eius Commentarius Vergilianus. Gent 1918
- Werke des Origenes. Band VI: Homilien zum Hexateuch in Rufins Übersetzung. Teil I, Leipzig 1920
- Werke des Origenes. Band VII: Homilien zum Hexateuch in Rufins Übersetzung. Teil II, Leipzig 1921
- Sprachlicher Kommentar zur vulgärlateinischen Appendix Probi. Halle 1922
- Werke des Origenes. Band VIII: Homilien zu Samuel I, zum Hohelied und zu den Propheten, Kommentar zum Hohelied, in Rufins und Hieronymus’ Übersetzungen. Leipzig 1925